# Theridion nojimai
Theridion nojimai là một loài nhện trong họ Theridiidae.
Loài này thuộc chi Theridion. Theridion nojimai được Hajime Yoshida miêu tả năm 1999.